# Pallavolo al X Festival olimpico estivo della gioventù europea
Le competizioni di pallavolo al X Festival olimpico estivo della gioventù europea si sono svolte dal 19 al 24 luglio 2009 a Tampere, in Finlandia

## Podi

### Ragazzi
| Evento          | Oro     | Argento | Bronzo   |
| Torneo maschile | Polonia | Serbia  | Germania |

### Ragazze
| Evento           | Oro     | Argento | Bronzo |
| Torneo femminile | Turchia | Russia  | Belgio |